# 戈基人
戈基人是中国羌族传说中生活于在岷江河谷的一个民族。羌族史诗《羌戈大战》记载，当羌族从中国西北部迁徙到岷江流域时与其发生战争，戈基人被击败，从此消亡灭绝。
据说戈基人双眼鼓出，身材矮小，长着尾巴，以狩猎为生。部分史学家认为戈基文化为羌族文化同化，形成了现在的羌族文化的一部分。